# Tramea insularis
Tramea insularis is een libellensoort uit de familie van de korenbouten (Libellulidae), onderorde echte libellen (Anisoptera).
De wetenschappelijke naam Tramea insularis is voor het eerst geldig gepubliceerd in 1861 door Hagen.